# Gunnar Nittzell
Gunnar Oskar Nittzell, född 8 augusti 1916 i Engelbrekts församling, död 30 oktober 2004 i Danderyds församling, var roddledare och företagsledare. Från 1945 satt i styrelsen för Svenska roddförbundet, från 1948 som dess ordförande.
Efter kontakt med George Pocock vid Helsingsforsolympiaden tog Nittzell kontakt med den svenskbördiga amerikanska roddtränaren Gus Eriksen som kom att bli en av Sveriges mest framgångsrika roddtränare och coacha Sverige till OS-silver 1956.